# 宋美华
宋美华（约1956年—），中国女子中长跑运动员。她曾在伊朗德黑兰举行的1974年亚洲运动会中以破全国纪录的成绩获得女子1500米项目的金牌。